# Нугат
Нугат је посластица коју сачињавају беланце умућено са медом или шећером чему су додати препечени ораси или бадеми, лешници, пистаћи. Назив потиче од ораха, јер на латинском, nux је „орах”.

## Историјат
Време када је посластица настала није са сигурношћу утврђено, али се најчешће наводи 1441. година, када су на дан венчања владара Франческа Сфорке и Марије Бјанке Висконти посластичари из Кремоне направили у тадашње време сасвим нову посластицу коју су чинили ораси умућени са медом. Касније, 1650. године у Француској, смеси су додата и беланца. У истој земљи, у Монтелимару отворена је и прва фабрика за производњу нугата, која се и данас сматра за престижног произвођача овог слаткиша. У новије време су познате разне посластице које садрже нугат: чоколаде, бомбоне, кекс итд.

## Варијанте

### Бели нугат
Уобичајени облик нугата у западној и јужној Европи прави се од муса од умућених беланаца заслађених шећером или медом. Разни ораси, укључујући бадеме, пистаће, макадамије, лешнике и орахе и/или комадиће кандираног воћа, додају се добијеној пасти, која се остави да се стврдне, а затим се сече на комаде за сервирање. Обично се прави код куће или се производи у занатским размерама од стране произвођача нугата, познатих на француском као нугатијери. Неки произвођачи увијају нугате у јестиви пиринчани папир ради лакшег руковања; то може утицати на укус у зависности од његове дебљине.
У Британији се нугат традиционално прави у стилу јужноевропских сорти и обично се налази на сајмовима и приморским одмаралиштима. Најчешћа индустријски произведена врста је обојен ружичасто и бело, ружичаста је често са укусом воћа, а понекад је умотана у јестиви пиринчани папир са бадемима и трешњама.
Француски нугат не садржи млеко нити млеко у праху, али када се нугат проширио на Тајван, произвођачи су тамо почели да додају млеко у праху као главни састојак, плус шећер, крему, протеине (неке компаније користе протеине сурутке рафинисане из свежег млека уместо протеина и протеина у праху), орашасте плодове (као што су кикирики, бадеми, ораси, пистаћи или лешници), сушено воће и латице (као што су брусница, златни помело, манго, поморанџа). Слични облици нугата сада се налазе и широм континенталне Кине.

### Браон нугат
У Сједињеним Државама, нугат се чешће односи на мекшу смеђу пасту направљену у индустријским условима. Обично се састоји од кукурузног сирупа или сахарозе за мућење попут хидролизованог сојиног протеина или желатина; могу се додати и друге компоненте попут биљних масти, млека у праху и конзерванса да би се добиле или побољшале жељене карактеристике. Такав нугат се користи као фил у комерцијалним бомбонама, често у комбинацији са млечном чоколадом, карамелом и кикирикијем.
У средњој и северној Европи, нугат се обично прави са ђандујом, мешавином какаоа и лешника, при чему се бели облик често назива „француски нугат“,